# Schloss Stern (Prag)

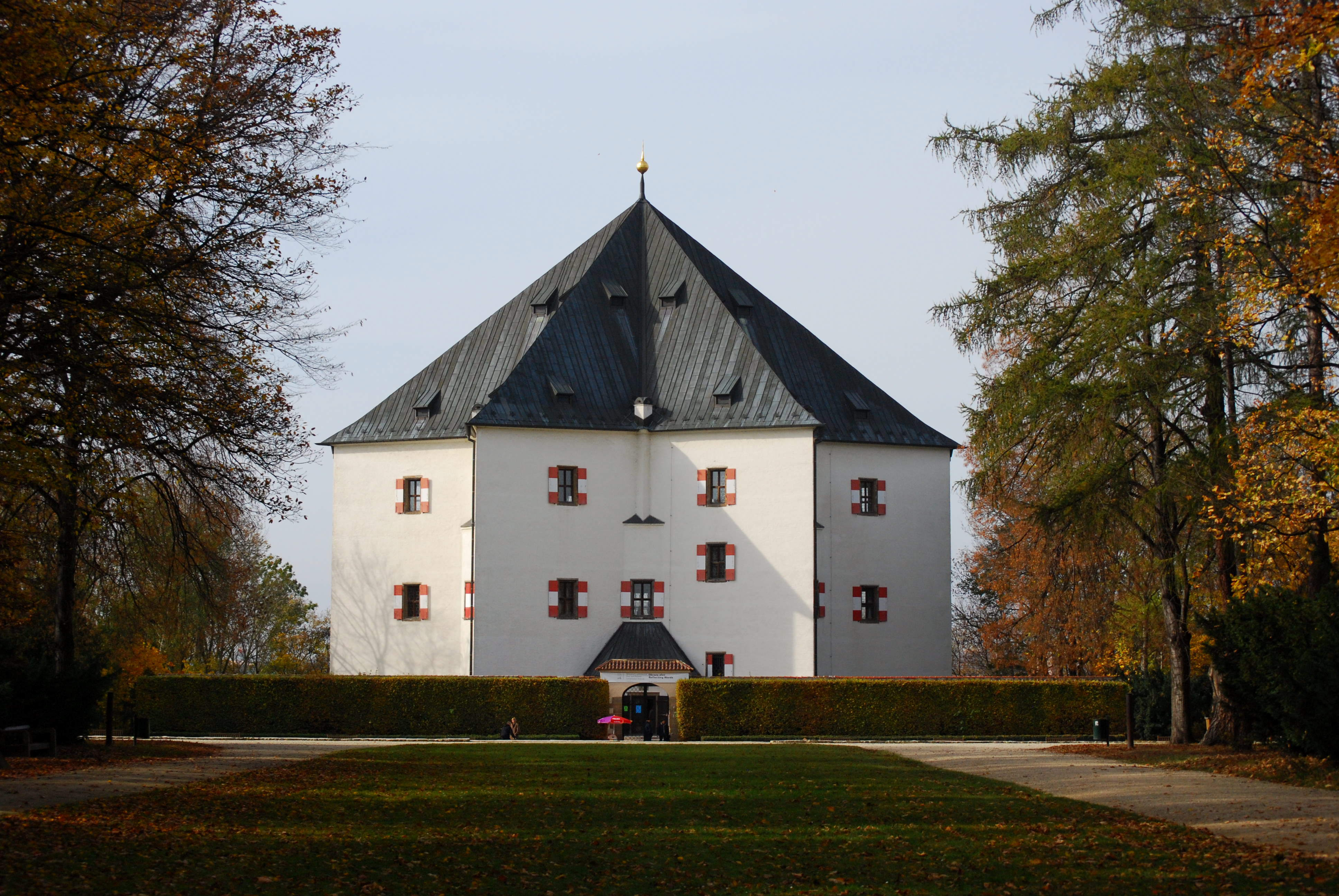
Schloss Stern

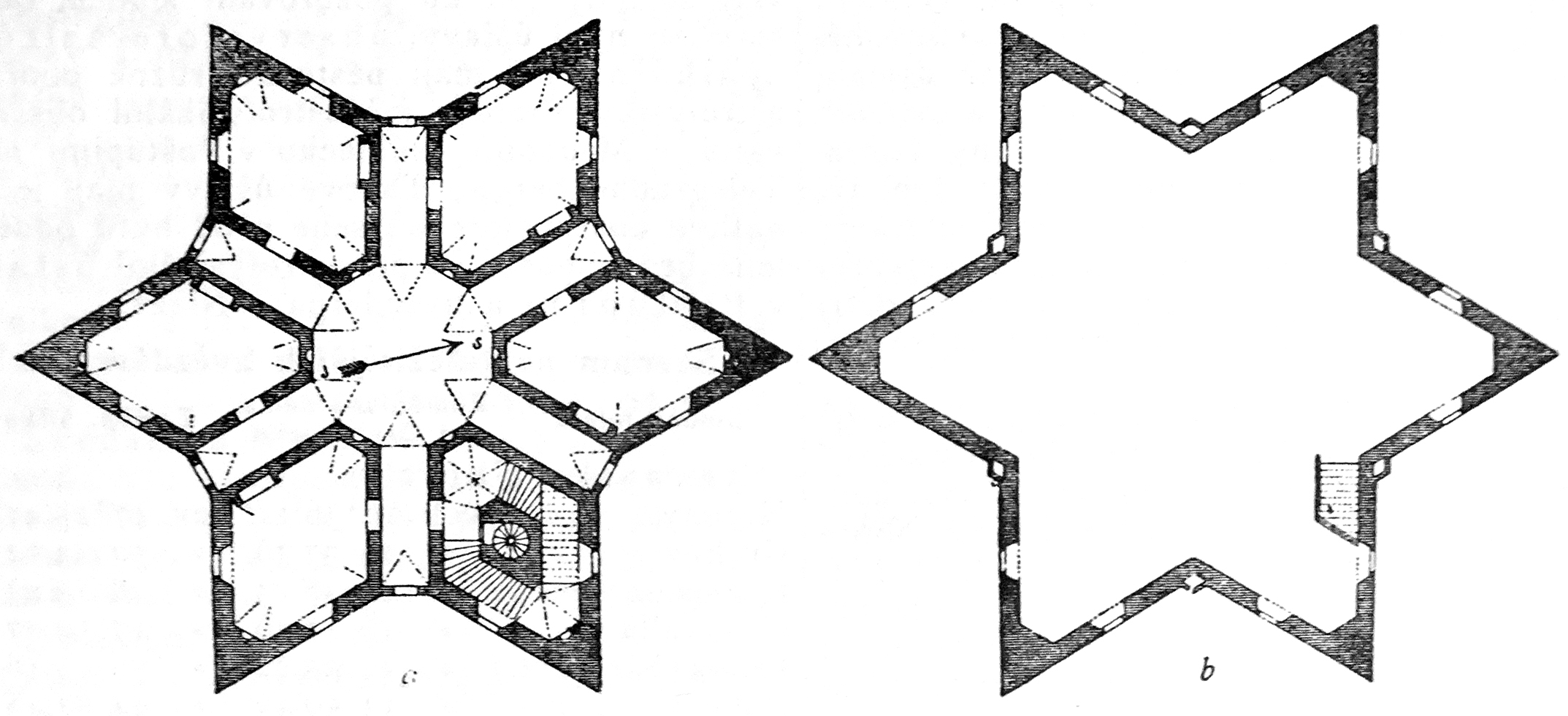
Grundrisse der beiden Stockwerke

Das Schloss Stern (tschechisch letohrádek Hvězda) befindet sich auf dem Weißen Berg in Prag. Das Jagdschloss hat einen sechszackigen Stern als Grundriss, dem es seinen Namen verdankt.
Der auf dem Weißen Berg bereits 1530 vom böhmischen König und späteren Kaiser Ferdinand I. angelegte Park diente ehemals als Wildgehege. Zur Erleichterung der Jagd wurden zwischen 1541 und 1563 eine Mauer um den Park und das Jagdschloss gebaut.
Das Lustschloss Stern wurde 1555/1558 von den italienischen Baumeistern Giovanni Maria Aostalli und Giovanni Lucchese sowie Bonifaz Wohlmut (1505–1579) nach einem Planentwurf des Erzherzogs Ferdinand von Österreich errichtet. Von außen wirkt das zweigeschossige Gebäude mit einem Faltdach wenig auffällig, doch ist der Grundriss außergewöhnlich und macht das Schloss Stern zu einem der Höhepunkte des Renaissanceschlossbaus in Europa.
Er besteht aus ineinander gesteckten gleichseitigen Rauten, die einen sechsstrahligen Stern bilden, der dem Schloss seinen Namen gab. In fünf Sternspitzen liegen rautenförmige Säle, in der sechsten das Treppenhaus. Die mit Stuckdecken dekorierten Räume werden durch ebenso verzierte Gänge getrennt, die in einem zwölfeckigen Mittelraum zusammentreffen.
Heute ist das in Staatsbesitz befindliche Schloss öffentlich zugänglich und beherbergt eine Ausstellung über die Schlacht am Weißen Berg.